# István Ágh
Dans le nom hongrois Ágh István, le nom de famille précède le prénom, mais cet article utilise l’ordre habituel en français István Ágh, où le prénom précède le nom.
István Ágh ([ˈiʃtvaːn], [ˈaːg]), né István Nagy le 24 mars 1938 à Iszkáz, est un poète, écrivain et traducteur hongrois.

## Prix et récompenses
- Prix Attila József (1969, 1980)
- Prix Kossuth (1992)
- Prix Tibor Déry (2005)